# Extreme Justice
Extreme Justice, im TV auch Extreme Justice – Ein Cop nimmt Rache (Originaltitel: Extreme Justice) ist ein US-amerikanischer Actionfilm aus dem Jahre 1993 von Regisseur Mark L. Lester.

## Handlung
Der Polizist Jeff Powers tritt eine neue Stelle im Los Angeles Police Department an. Sehr ehrgeizig absolviert er erste Verhaftungen und Aufgaben des Polizeipräsidiums. Bald wird er von seinem Kollegen und alten Bekannten Dan Vaughn aufgefordert, der geheimen Gruppe S.I.S. von sehr gut ausgebildeten Polizeibeamten beizutreten, die in gesetzwidriger Selbstjustiz Drogenbarone, Waffenhändler, Vergewaltiger und ähnliche Schwerverbrecher fassen und bestrafen. Ihr oberstes Gebot sieht die Gruppe darin, die Verbrecher auf frischer Tat zu ertappen: Die Polizisten erlangen Kenntnis von einem bevorstehenden Verbrechen und verhindern es nicht, sondern lassen es zumindest anfangs geschehen, um dann erst die Täter zu stoppen und an Ort und Stelle zu bestrafen. Meist läuft es auf deren Liquidierung hinaus.
Jeff macht zuerst mit, ist aber von den äußerst brutalen Einsätzen, die oft aus dem Ruder laufen und in Blutbädern enden, bei denen auch zahlreiche Unbeteiligte zu Schaden kommen, zunehmend angewidert. Zusätzlichen Druck erhält er von seiner Freundin Kelly, die Polizeireporterin ist und Wind von der Existenz der S.I.S. und der Verwicklung ihres Freundes in deren illegale Einsätze bekommt. Jeff musste Dan, der sich durch besondere Skrupellosigkeit auszeichnet, vor Jahren schon einmal decken, was er nun bereut. Mit jedem Einsatz wächst die Spannung zwischen den beiden Männern. Dann erwischt Jeff Dan dabei, wie dieser einem noch nicht volljährigen Verbrecher, der ihn ärgert, eine Falle stellt und ihn erschießt. Jeff sagt sich nun endgültig von der Gruppe los und tritt vor Gericht gegen Dan auf. Es kommt zu einer Prügelei zwischen den Männern im Haus von Dan, die erst durch die herbei eilende Kelly gestoppt wird.
Die Geschichte soll auf tatsächlichen Gegebenheiten beruhen. So wird im Abspann des Films mitgeteilt, dass Jeff Powers undercover für eine interne Aufklärungseinheit der Polizei arbeiten soll, Dan Vaughn später bei einem der berüchtigten Selbstjustiz-Einsätze ums Leben kam und die S.I.S. immer noch existieren soll.

## Hintergrund
Der Film erschien nach seiner Kinopremiere vom 10. Februar 1993 in einer um drei Minuten gekürzten FSK-16-Fassung und einer ebenfalls, wenn auch nur leicht, geschnittenen FSK-18-Fassung. Die Ausgabe von Screen Power auf VHS ist komplett ungekürzt.
Die Indizierung des Films wurde im Juni 2019 wieder aufgehoben.